# 及川千津
及川 千津（おいかわ ちづ）は、テレビプロデューサー、経営者、株式会社Bizvolante代表/マーケティングプロデューサー。

## 人物

### プロフィール
1991年日本テレビ入社。「おしゃれイズム」「メレンゲの気持ち」「いつみても波瀾万丈」「誰だって波瀾爆笑」などを立ち上げ、プロデューサーとして27年間に渡り数々の番組を手掛ける。
キャスティングしたタレントは2000人を超える。
2013年からは事業局通販事業部にて「今田耕司の世界オモシロ通販」「Tokyoモダン商店」など通販番組で様々な商品開発を行う。
担当番組の売上は年間17億円を超え、世界初のミシュラン店「蔦」ラーメン商品化など話題に。
QVCでは日テレ×QVCとして競合他社同士のコラボ番組を制作し1日で1億8000万円の売上達成。
現在は、各局のTV番組制作の他、企業のマーケティングプロデュースを行いセミナーや講演も多数行っている。

## 経歴
- 1991年
  - 早稲田大学文学部社会学専修　卒業
  - 日本テレビ入社　「知ってるつもり？！」AD
- 1994年
  - 「おしゃれカンケイ」ディレクター
- 1996年
  - 27歳で書いた企画が採用され「メレンゲの気持ち」スタート。ディレクター、プロデューサー
- 2000年
  - 「いつみても波瀾万丈」プロデューサー
- 2005年
  - 「おしゃれイズム」プロデューサー
- 2008年
  - 「誰だって波瀾爆笑」プロデューサー
- 2013年
  - 「Tokyoモダン商店」「今田耕司の世界オモシロ通販」などTV通販番組プロデュース
- 2017年
  - 24時間ショッピングTV「QVC」にて日テレコラボ商品をプロデュース
- 2018年
  - 日本テレビを退社。株式会社ビズボランテを立ち上げ、プロデューサーとして各局テレビ番組制作の他、CM、ラジオ、通販事業などを手掛ける